# Кейси, Келлог
Келлог Кеннон Венабл Кейси (англ. Kellogg Kennon Venable Casey; 17 сентября 1877, Нью-Йорк, Нью-Йорк — 28 октября 1938, Уилмингтон, Делавэр) — американский стрелок, чемпион и призёр летних Олимпийских игр.

## Биография
Кейси принял участие в летних Олимпийских играх в Лондоне и соревновался в двух дисциплинах. Он занял второе место в стрельбе из винтовки на 1000 ярдов, а также вместе со своей сборной стал олимпийским чемпионом в стрельбе из армейской винтовки среди команд.
Келлог участвовал в Испано-американской война в составе 71-й пехотной дивизии. Также он работал управляющим по военным продажам в компании DuPont в течение 30 лет.